# 核燃料物質等取扱業務特別教育規程
核燃料物質等取扱業務特別教育規程（かくねんりょうぶっしつとうぎょうむとくべつきょういくきてい、平成12年1月20日労働省告示第1号）は、核燃料物質の取り扱いの特別教育についての基準を定めた厚生労働省告示である。
電離放射線障害防止規則に基づき定められたものである。
本告示は次のような内容になっている。
- 加工施設等において核燃料物質等を取り扱う業務に係る特別の教育
- 原子炉施設において核燃料物質等を取り扱う業務に係る特別の教育